# المنارة (قسطلونة)
بلدية المنارة (بالإسبانية: Almenara)‏، هي إحدى بلديات مقاطعة قسطلونة التي تقع في منطقة بلنسية، في شرق إسبانيا.
يبلغ عدد سكانها 5.324 نسمة وفقاً لإحصائية سنة (2006).

## أعلام
- خاومي دومينيك